# 何塞·米罗·卡尔多纳
何塞·米罗·卡尔多纳（西班牙語：José Miró Cardona，1902年8月22日—1974年8月10日）是古巴政治家，出任古巴总理，后被菲德尔·卡斯特罗接替。